# Balalayka
Balalayka ist ein türkischer Film aus dem Jahr 2000. Regie führte Ali Özgentürk. Das Drehbuch schrieb Isil Özgentürk. In Deutschland lief der Film erstmals in den Kinos am 18. Oktober 2001.

## Handlung
Die Brüder Necati, Hasan und Mehment sind nach Russland gefahren, um den Sarg mit den sterblichen Überresten eines alten Familienfreundes, der in der Heimat begraben werden soll, abzuholen. Ihre Mitreisenden im Bus von Batumi nach Istanbul sind, sofern sie über die Grenze fahren, ausschließlich Frauen: Sie hoffen, als Prostituierte in der Türkei genug zu verdienen, um ihrer Familie oder sich selbst ein besseres Leben ermöglichen zu können. Während der langen Fahrt kommt man sich beim Trinken, Singen und Erzählen näher, bis das Geschäftliche vergessen ist.

## Kritik
Das Lexikon des internationalen Films meinte: Türkisches Road Movie, das sich gegen pauschale Vorurteile wendet und durch seine eher patchworkartige Struktur ein buntes Bild der Reisegesellschaft zeichnet. Dramaturgisch kommt der Film nicht über seine lange Exposition hinaus und fegt durch das melodramatische Ende seinen dezenten Realismus endgültig beiseite.

## Hintergrund
- Für die Rolle des Necati war zunächst Kemal Sunal bestimmt, nach seinem Tod besetzte die Rolle Uğur Yücel.